# Bolesław Waśkiewicz
Bolesław Waśkiewicz (ur. 4 lipca?/16 lipca 1880 w Grodnie, zm. wiosną 1940 w Charkowie) – pułkownik piechoty Wojska Polskiego, kawaler Orderu Virtuti Militari, ofiara zbrodni katyńskiej.

## Życiorys
Syn Aleksandra i Rozalii z Januszkiewiczów. Absolwent gimnazjum w Grodnie i szkoły oficerskiej w Wilnie. Od 1902 w armii rosyjskiej. Walczył w wojnie rosyjsko-japońskiej. Awansował do stopnia sztabskapitana. Od 1914 walczył w I wojnie światowej. W bitwie pod Tannenbergiem dostał się do niewoli niemieckiej. Od 1918 w stopniu kapitana w Wojsku Polskim. Dowódca samoobrony w Nowym Dworze k. Grodna. Uczestnik wojny polsko-bolszewickiej jako dowódca batalionu w Grodzieńskim pułku strzelców, potem został dowódcą Nowogródzkiego pułku strzelców (15 sierpnia – 20 listopada 1920).
W 1921 dowodził 2 Dywizją Litewsko-Białoruską. Przeniesiony w marcu 1921 do 50 pułku piechoty. 3 maja 1922 został zweryfikowany w stopniu podpułkownika ze starszeństwem z 1 czerwca 1919 i 85. lokatą w korpusie oficerów piechoty, a jego oddziałem macierzystym był wówczas 81 pułk piechoty. Później został przeniesiony do Rezerwy Oficerów Sztabowych Dowództwa Okręgu Korpusu Nr II. W sierpniu 1923 został przeniesiony do 61 pułku piechoty wielkopolskiej w Bydgoszczy na stanowisko dowódcy pułku. 3 maja 1926 został mianowany na stopień pułkownika ze starszeństwem z 1 lipca 1925 i 4. lokatą w korpusie oficerów piechoty. Z dniem 1 stycznia 1931 został zwolniony z zajmowanego stanowiska i skierowany na dwumiesięczny urlop z zachowaniem uposażenia i dodatku służbowego, a z dniem 28 lutego tego roku przeniesiony w stan spoczynku. Mieszkał w Grodnie.
W kampanii wrześniowej 1939 dowódca 2 pułku piechoty „Grodzieńskiego”. Dowodził północnym odcinkiem obrony Lwowa. Po agresji ZSRR na Polskę w nieznanych okolicznościach dostał się do niewoli sowieckiej i przebywał w obozie w Starobielsku. Wiosną 1940 został zamordowany przez funkcjonariuszy NKWD w Charkowie i pogrzebany potajemnie w bezimiennej mogile zbiorowej w Piatichatkach, gdzie od 17 czerwca 2000 mieści się oficjalnie Cmentarz Ofiar Totalitaryzmu w Charkowie. Figuruje na Liście Starobielskiej NKWD pod pozycją 509.
5 października 2007 minister obrony narodowej Aleksander Szczygło mianował go pośmiertnie na stopień pułkownika (sic!). Awans został ogłoszony 9 listopada 2007 w Warszawie, w trakcie uroczystości „Katyń Pamiętamy – Uczcijmy Pamięć Bohaterów”.

## Ordery i odznaczenia
- Krzyż Srebrny Orderu Wojskowego Virtuti Militari nr 2111[14][9] – 15 marca 1921[15]
- Krzyż Walecznych[16][17]
- Medal Pamiątkowy za Wojnę 1918–1921 „Polska Swemu Obrońcy”[16][1]
- Medal Dziesięciolecia Odzyskanej Niepodległości[16][1]
- Krzyż Zasługi Wojsk Litwy Środkowej – 3 marca 1926 roku[18][16]